# Student la Iași
Student la Iași este un film românesc din 1970 regizat de Iancu Moscu.